# The Legend of Kyrandia
The Legend of Kyrandia (с англ. — «Легенда о Кирандии») — квестовая трилогия с элементами юмора, созданная Westwood Studios и выпущенная для DOS, Amiga, FM Towns и Apple Macintosh. Третья игра также содержит вариант установки под Windows.
Серия состоит из трёх игр:
1. The Legend of Kyrandia, Book One (с англ. — «Легенда о Кирандии») — выпущена на дискетах и компакт-диске.
2. The Legend of Kyrandia, Book Two: The Hand of Fate (с англ. — «Рука судьбы») — выпущена на дискетах и компакт-диске.
3. The Legend of Kyrandia, Book 3: Malcolm’s Revenge (с англ. — «Месть Малькольма») — выпущена только на компакт-диске.

Серия основана на игровом сеттинге «Fables & Fiends», который нигде не использовался за исключением самой трилогии. Каждая игра имеет нового главного героя, хотя персонажи продолжают действовать во всех играх.

## Интерфейс и игровой процесс
«The Legend of Kyrandia» известна своим чрезвычайно простым интерфейсом — особенность, представленная во всех трёх играх серии. Таковой отчасти напоминает интерфейс игр компании Sierra, но основная деталь, отличающая трилогию от «Westwood Studios» от них — наличие единственного действия «использовать», в противоположность интерфейсам других квестов со многими действиями. Мнения по этому поводу различаются — повлияло ли это положительно на атмосферу игры или, наоборот, повредило ей. В первой и во второй части игры инвентарь виден всё время внизу экрана, в «Malcolm’s Revenge», однако, игрок должен сдвинуть курсор к нижнему краю экрана, чтобы получить доступ к инвентарю и главному меню. Во второй части инвентарь имеет значительно большую вместимость чем в первой и третьей частях и кнопку для прокрутки. Во всех частях также возможно класть любые предметы на землю на любой локации. В отличие от квестов других компаний, брать предметы на локации можно, не подходя к ним.
Головоломки в серии базируются, в основном, на экспериментах с предметами инвентаря, их комбинировании или помещении в определённые места. В первой части есть довольно сложные головоломки (например, изготовление зелий без рецептов). Вторая часть проходится заметно проще. Третья сравнима по сложности с первой. Третью часть критиковали за сложный и запутанный лабиринт на Острове котов. Хотя лабиринт уже встречался в первой части серии, многие из игроков согласились, что лабиринту в третьей части недоставало логики.

## Сюжет игры

### Легенда Кирандии (The Legend of Kyrandia, Book One)
В фантастическом королевстве Кирандии король Вильям и его жена Катерина были убиты. Возможно, это сделал придворный шут Малькольм, владеющий магическими способностями. Принц Брэндон был спрятан в лесу своим дедом Каллаком — советником короля, одним из придворных магов. Самого Малькольма придворные маги объединенными усилиями заключают в замке с помощью мощного заклинания. Но через несколько лет заклинание ослабевает, и Малькольм освобождается, чтобы отомстить… Малькольм развлекается, уничтожая деревья и других обитателей леса, и нанося вред там и сям. Он ищет магов, живущих в разных частях королевства, и в первую очередь Каллака. Встретив его, он превращает Каллака в камень. Брэндон находит записку деда и постепенно открывает правду о своём происхождении. Его путешествие сопровождается переходами по множественным локациям и даже по мрачному и опасному лабиринту, который выполнен в виде пещеры. Брэндон узнаёт, что Малькольм осквернил Кирацвет — волшебный самоцвет, источник всего волшебства королевства. Камень находился во дворце, поэтому все время своего заключения Малькольм наращивал магическую силу, тогда как маги постепенно утрачивали её, бросив все на усиление заклинания, удерживающего шута во дворце. Теперь у бывших придворных магов почти не осталось энергии, чтобы помочь Брэндону, тогда как могущество Малькольма огромно. Главный герой должен восстановить самоцвет Кирандии и победить Малькольма.

### Рука судьбы (Book Two: The Hand of Fate)
Несколькими годами позже Зантия, молодой алхимик и волшебница, которая встречалась в первой игре серии, обнаруживает, что королевство Кирандия в большой опасности — оно постепенно исчезает. Волшебники проводят совет, и Рука (гигантская перчатка, служащая волшебнику Марко) формулирует план, для исполнения которого требуется волшебный якорный камень из центра Земли. Для того, чтобы принести камень, Рука избирает Зантию. Как оказывается впоследствии, якорный камень — это ложная наводка, использованная Рукой с целью отвлечения Зантии и других магов, пока Рука будет делать свои злые дела. Рука — на самом деле фрагмент тела давно уничтоженного гигантского колдуна (которого когда-то взорвали добрые маги), его части пытаются соединиться теперь, и Рука старается освободить много места для этого. Поэтому она пытается уничтожить остров Кирандию, действительно став на некоторое время его Рукой судьбы. Она — главный отрицательный персонаж игры, и Зантия вместе с Марко должны победить её в конце. Эту игру серии характеризует гораздо более изобретательный юмор, чем в её предшественнице.

### Месть Малькольма (Book 3: Malcolm’s Revenge)
После неудачной схватки с Брэндоном в первой игре, Малькольм был превращён в статую, но после того, как в него попала молния, он освободился от заклятия — правда, растеряв при этом своё могущество. После этого Малькольм решает отомстить Брэндону и Каллаку, в чём ему помогает его злая половина души по имени Гюнтер. Даже потеряв свои незаурядные магические способности, Малькольм решает идти по пути мести, используя своё остроумие и хитрость. В конце концов он доказывает свою невиновность в убийстве родителей Брэндона.
Третья часть характеризуется нелинейным сюжетом: некоторые задания можно выполнить совершенно разными способами. Также Малькольм может выбирать манеру поведения (компас в правом нижнем углу экрана), что необходимо для прохождения некоторых этапов. А в конце игры Малькольм решает выбрать свою судьбу раз и навсегда, поэтому у игры три разные концовки — с хорошим, с нормальным и с плохим характером шута.
Также в третьей части можно набирать очки, выполняя действия, в большинстве ненужные для прохождения (например, можно смешить персонажей шутовским жезлом).

## Персонажи

### Главные персонажи
- Брэндон (Brandon) — протагонист в первой игре серии. Скромный молодой житель леса Кирандии. На самом деле Брэндон является принцем и наследником трона. После того, как Малькольм начал уничтожать Кирандию и превратил Каллака в камень, победа над злым шутом стала первоочередной задачей Брэндона. По традиции героев квестов, таких, как Роджер Вилко и Гайбраш Трипвуд, Брэндон изображается персонажем с добрыми намерениями, но не очень толковым. Согласно третьей игре серии, Брэндон наследует трон и становится королём Кирандии, однако советник Каллак имеет реальную власть из-за некоторой недалёкости Брэндона.
- Зантия (или Занция Zanthia) — протагонист из второй игры серии, красивая волшебница-алхимик. Зантия — член Совета колдунов и незаурядная волшебница, хотя её мастерство очень сильно зависит от наличия компонентов, которые необходимы ей для применения заклинаний. Зантия по своей натуре остроумна, уравновешенна, но самонадеянна. Тем не менее, она, вероятно, самая здравомыслящая из обитателей Кирандии. Зантия также один из второстепенных персонажей первой серии игры.
- Малькольм (Malcolm) — главный отрицательный герой серии становится главным героем в третьей, последней части игры, и игроку предстоит выяснить, такой ли уж он негодяй. Малькольм — подлый, саркастичный и слегка ненормальный шут, распоряжающийся необычайно сильной магией. Он также является незаконнорождённым братом последнего короля Кирандии (игрок не знает об этом до заключительной третьей части), и широко распространено мнение, что он намеренно убил правящую чету (в самом конце последней части обнаруживается, что это не так). В конце первой игры Малькольм побеждён Брэндоном, который отражает собственную магию шута назад и превращает его этим в камень. В третьей игре Малькольм освобождается при попадании в него молнии, но теряет магические способности. Таким образом, ему приходится полагаться на свою сообразительность для того, чтобы выжить, отомстить и окончательно очистить своё имя.

### Второстепенные персонажи
В игре есть множество второстепенных персонажей. Вот некоторые из них:
- Каллак (Kallak) — дед Брэндона по материнской линии, отец Катерины. Королевский советник, маг.
- Брин (или Бринн) (Brynn) — жрица Храма Кирандии, волшебница.
- Герман (Herman) — мастер на все руки, сменивший множество работ от смотрителя мостов до начальника королевской стражи.
- Дарм (Darm) — волшебник, мастер по изготовлению свитков.
- Брэндивайн (Brandywine) — дракон, подруга, ассистент и спутница Дарма.
- Катерина (Catherine) — королева, мать Брэндона. Появляется как призрак на могиле.
- Вильям (или Уильям) (William) — король, отец Брэндона. Появляется как портрет, оживлённый в волшебном ящике.
- Герб (Herb) — жаба, травник-натуралист.
- Марко (Marco) — молодой волшебник, друг, а позже — возлюбленный Зантии.
- Гюнтер (Gunther) — плохая половина совести Малькольма. Вечно советует совершить какую-нибудь гадость.
- Стюарт (Stewart) — хорошая половина совести Малькольма. Стремится направить его на путь добра.
- Королева-рыба — повелительница Мира рыб. Глупая и самовлюблённая, заставляет подданных играть с ней в «крестики-нолики». Панически боится своего отца, короля-диктатора, даже когда того уже нет в живых.
- Ровина (Rowena) — надзирательница тюрьмы в Кирандии. Подруга Малькольма, в конце третьей части появляется вместе с их маленьким сыном.
- Фаун (или Фавн) (Faun) — фавн, друг Зантии. Очень любит яблоки. В первой части живёт в собственном домике. Во второй — у Зантии. Дружит с чудовищной лягушкой, обитающей возле дома Зантии.
- Джессика (Jessica) — зеленоглазая волшебница из Милтонии. Одета во всё зелёное. Встречается во второй части в Вулкании, куда её послали за якорным камнем.

Все положительные и нейтральные второстепенные персонажи появляются в последней сцене третьей игры (на суде над Малькольмом).

## Техническая информация
- Westwood Studios разработан файловый формат .VQA для кодирования видео в «Legend of Kyrandia 3».
- Все три части совместимы с ScummVM 0.12.0 и выше.
- Музыку к играм написал Фрэнк Клепаки, который также писал музыку к другим играм Westwood Studios.